# Epione crasselineata
Epione crasselineata är en fjärilsart som beskrevs av Barend J. Lempke 1951. Epione crasselineata ingår i släktet Epione och familjen mätare. Inga underarter finns listade i Catalogue of Life.